# Paleoklimatologie
Paleoklimatologie je vědní disciplína studující klimatické změny a kolísání klimatu Země. Studium změn klimatu v geologické historii Země se opírá o nepřímé indikátory přírodních podmínek, tzv. proxy data. Při jejich analýze se vychází z tzv. principu aktuálnosti, který předpokládá, že spojitost mezi klimatickými podmínkami a různými přírodními jevy byla v geologické historii stejná jako v současnosti. Metody rekonstrukce paleoklimatu ale mohou dát značně rozdílné výsledky a nelze vyloučit žádnou z nich. Pro paleoklimatický výzkum jsou rovněž velmi důležité poznatky paleomagnetismu.

## Příklady metod
Dendrochronologie využívá letokruhů (roční periody klimatu) ke stanovení časově stupnice. Podobně se i led ukládá ve vrstvách, které se počítají. Teplotu, která panovala v minulosti, lze odvodit např. z izotopických metod dané vrstvy. Využívá se k tomu poměr izotopu 18 kyslíku, ovšem předpokládané historické koncentrace mohou systematicky ovlivnit výsledné rekonstrukce. Izotop 10 berylia zase vypovídá o kosmickém záření. Informace o historickém vývoji složení atmosféry (například koncentraci oxidu uhličitého) lze získat například z bublin v ledu.

## Výsledky

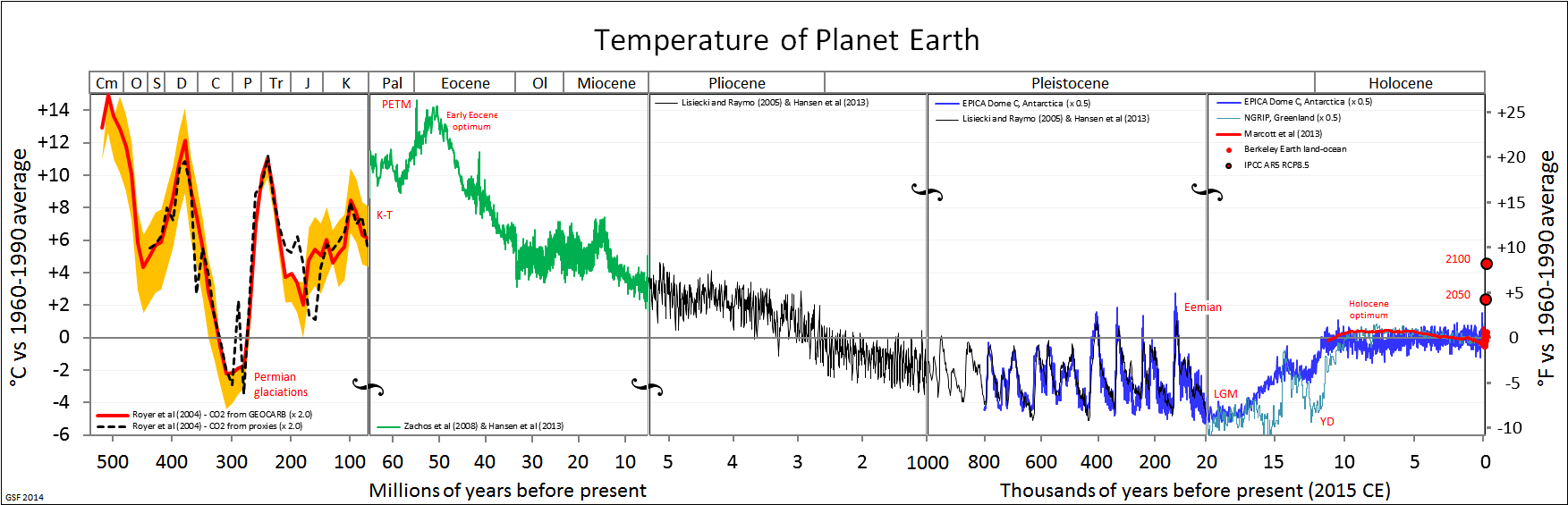
Odvozený vývoj teploty z doby před 500 milióny let až po současnost.

Změny teploty, koncentrace oxidu uhličitého a prachu v atmosféře získané z ledovcového vrtu na Antarktidě (změny teploty tak nepředstavují globální změny teploty, které jsou menší než na pólech).

Během fanerozoika byla nejčastěji globálně průměrnou hodnotou povrchové teploty hodnota přibližně 24 °C (počátkem 21. století je tato hodnota cirka 17 °C) a na zemských pólech se měnila v rozsahu větším než 40 °C.